# Município de Fairfield (condado de Hyde, Carolina do Norte)
Localização da Carolina do Norte nos E.U.A.
O município de Fairfield (em inglês: Fairfield Township) é um município localizado no  condado de Hyde no estado estadounidense da Carolina do Norte. No ano 2010 tinha uma população de 1.160 habitantes.

## Geografia
O município de Fairfield encontra-se localizado nas coordenadas 35° 32′ 40,6″ N, 76° 14′ 22,7″ O.